# ALL FOR YOU (SECHSKIESのアルバム)
『ALL FOR YOU』(オル・フォ・ユ)は、韓国のアイドルグループ「ジェクスキス(Sechs Kies)」が2020年にリリースしたグループ初のミニ・アルバム。2020年1月28日に音源リリース、29日アルバム発売。

## 解説
- 2017年発売の正規5thアルバム『ANOTHER LIGHT』以来、2年4ヶ月ぶりとなるアルバム発売。
- ミニ・アルバムの発表はグループ結成後初。
- タイトル曲は「ALL FOR YOU」。
- 「ALL」と「YOU」の二つのバージョンで発売。アルバムの入ったアルバムケースとフォットカードなどの構成が異なる。
- SECHSKIES(ジェクスキス)、韓国ファースト・ミニアルバム『ALL FOR YOU』をリリース。SECHSKIESが、2017年発表のフルアルバム『ANOTHER LIGHT』以来、約2年4ヶ月振りとなるミニアルバムを発表。時代の流れに足並みを揃えると同時に、自分たちだけの色を強く詰め込んだ作品となっている。特に今作は4人体制後初の作品となるだけに、メンバーそれぞれのエネルギーと個性が強く表現されている。タイトル曲「ALL FOR YOU」は、愛する人への気持ちを表わした楽曲で、共感できる歌詞や鮮やかなメロディーライン、中毒性の高いサビが特徴。minGtionが作詞を手掛け、FUTURE BOUNCEとAndrew Choiが作曲、FUTURE BOUNCEが編曲を担当し完成度を高めている。R&B、ダンス、マイアミベースなど多彩なジャンルを通じて、メンバーそれぞれの魅力を感じることができる作品。 [注 1]。
- 仕様：アウトボックス&スリーブケース(164x158x32.5mm)、CD1枚、96P写真集、リリックカード(10枚)、ランダムフォトカード1枚(8種のうちランダム1種)、ランダムマウントフォトカード1枚(4種のうちランダム1種)、グループポストカード1枚、ソロポストカード1枚(バージョン別)、シークレットメッセージ・スクラッチカード1枚(4種のうちランダム1種)、メッセージ・フォトカード・パッケージ1種(4種のうちランダム1種)、封入ポスター(グループショット/2種のうちランダム1種)、封入ポスター(ソロ/4種のうちランダム1種)付き。特典限定両面ポスター。

## 収録曲
1. ALL FOR YOU (04:03)

作詞：minGtion、作曲：FUTURE BOUNCE・Andrew Choi、編曲：FUTURE BOUNCE
★タイトル曲
2. DREAM(꿈) (04:03)

作詞：godok、作曲：FUTURE BOUNCE・godok、編曲：FUTURE BOUNCE
3. MEANINGLESS(의미없어) (03:41)

作詞：BIGTONE・MIN YOEN JAE、作曲：FUTURE BOUNCE・BIGTONE、編曲：FUTURE BOUNCE
4. ROUND & ROUND(제자리) (04:06)

作詞：BIGTONE・MIN YOEN JAE、作曲：FUTURE BOUNCE・BIGTONE、編曲：FUTURE BOUNCE
5. WALKING IN THE SKY(하늘을 걸어) (03:41)

作詞：BIGTONE・MIN YOEN JAE・FUTURE BOUNCE、作曲：FUTURE BOUNCE・BIGTONE、編曲：FUTURE BOUNCE

## PV
- 「ALL FOR YOUL」のPV - YouTube